# Sayre (Oklahoma)
Sayre és una població dels Estats Units a l'estat d'Oklahoma. Segons el cens del 2000 tenia 4.114 habitants.

## Demografia
Segons el cens del 2000, Sayre tenia 4.114 habitants, 1.132 habitatges, i 678 famílies. La densitat de població era de 469,9 habitants per km².
Dels 1.132 habitatges en un 26,7% hi vivien nens de menys de 18 anys, en un 45,8% hi vivien parelles casades, en un 10,6% dones solteres, i en un 40,1% no eren unitats familiars. En el 36,5% dels habitatges hi vivien persones soles el 18,9% de les quals corresponia a persones de 65 anys o més que vivien soles. El nombre mitjà de persones vivint en cada habitatge era de 2,2 i el nombre mitjà de persones que vivien en cada família era de 2,87.
Per edats la població es repartia de la següent manera: un 14,6% tenia menys de 18 anys, un 14% entre 18 i 24, un 40,9% entre 25 i 44, un 16% de 45 a 60 i un 14,5% 65 anys o més.
L'edat mediana era de 35 anys. Per cada 100 dones de 18 o més anys hi havia 216,8 homes.
La renda mediana per habitatge era de 21.713 $ i la renda mediana per família de 30.000 $. Els homes tenien una renda mediana de 22.167 $ mentre que les dones 18.147 $. La renda per capita de la població era de 10.378 $. Entorn del 15,9% de les famílies i el 20,7% de la població estaven per davall del llindar de pobresa.

## Poblacions més properes
El següent diagrama mostra les poblacions més properes.